# Primera División de Bolivia 1985
La Temporada 1985 fue un campeonato de fútbol boliviano correspondiente a la 9.ª temporada de la Liga de Fútbol Profesional Boliviano. El Campeón Nacional fue Bolívar, que obtuvo su 4.º título de Liga y 10.º de Primera División.

## Formato
El campeonato de 1985 debía comenzar el 21 de abril de 1985 usando el mismo formato que se usó el año anterior. Constaría de una Primera fase donde se jugaría una ronda de todos contra todos con partidos de ida y vuelta. En esta primera fase se clasificarían los primeros 8 equipos a la siguiente fase además de que el primero de ellos ganaría uno de los cupos para la copa Libertadores de América del año 1986, fuera de ganar el trofeo “Bodas de Oro del Club Aurora” este equipo sería el subcampeón Nacional de la temporada en caso de no clasificar en una mejor posición en la fase subsiguiente. La Segunda Fase se jugaría con los 8 equipos clasificados agrupados en dos series de cuatro equipos armados de la siguiente forma: El ganador de la anterior fase sería cabeza de la serie A y el segundo de la serie B y así alternadamente hasta el octavo. Los dos primeros de cada serie jugarían la Semifinal de la Temporada (el primero de la serie A con el segundo de la serie B y viceversa) y los ganadores jugarían la Final del Campeonato de 1985 en dos partidos (ida y vuelta) y un tercero en caso de definición. El ganador de este partido sería el campeón del torneo y clasificaría con el otro cupo disponible a la copa Libertadores de América de 1986.
En este torneo se habilitó a la Asociación Tarijeña de Fútbol que cumplió los requisitos estipulados para ser admitido en el seno de la LPFB, habilitándose al Club Ciclón, campeón de la ATF de 1984, como equipo ligero por lo que los participantes en el torneo fueron 15.
Lamentablemente por disputas regionales (desencadenadas por el cambio de la sede para la realización de las eliminatorias al mundial México 86) casi se disuelve la Liga, y después de varias amenazas y reuniones se llegan a acuerdos que permiten iniciar la primera fase de la temporada el 12 de mayo. Posteriormente debido a varios factores que incluyen los partidos jugados para la eliminatoria al mundial México 86 y la situación política del país (se suspende la liga casi un mes durante septiembre por el paro general de la COB) es que la primera fase se prolongó hasta el 29 de diciembre de 1985, iniciándose la segunda fase el 5 de enero de 1986 hasta el 9 de febrero de ese año. Así las semifinales se jugaron el 16 y el 22 de febrero, dejando a los partidos de la final los días 2, 9 y 16 de marzo de 1986.
Durante el transcurso de la primera fase se decidió hacer el siguiente sistema de descenso: El último equipo de la Primera Fase descendería directamente siendo remplazado en la próxima temporada por el campeón de la Asociación a la que pertenezca. Los descensos indirectos se jugarían con los cuatro anteriores al último, es decir, los que terminen en los puestos 11, 12, 13 y 14 de la primera fase. Cada uno de ellos jugarían partidos ida y vuelta (y tercer partido de ser necesario) con el campeón de la Asociación Departamental correspondiente. Los ganadores de esos partidos se quedarían (o serían admitidos) en la Liga para la siguiente gestión.
Lamentablemente en esta edición el sistema de campeonato que se usó cinco años seguidos tendría su capítulo más discutido, verificado en la semifinal entre Real Santa Cruz y The Strongest. Ante una reglamentación difusa se decidió dar el pase a la final al equipo cruceño gracias a la diferencia de goles que se sumaba en "la fase previa a la final" que Real Santa Cruz sostenía eran tanto los cuadrangulares como la semifinal. Pese a la protesta del The Strongest el comité ejecutivo le dio la razón a Real Santa Cruz clasificándolo a la final. Sin embargo las protestas de The Strongest causarían que en el próximo campeonato el sistema cambiara a un formato de Torneo Apertura-Clausura, por lo que fue el último año que se realizó tan singular forma de campeonato.

## Participantes
| Equipo                   | Fundación                | Ciudad     | Estadio                 |
| ------------------------ | ------------------------ | ---------- | ----------------------- |
| Aurora                   | 27 de mayo de 1935       | Cochabamba | Félix Capriles          |
| Blooming                 | 1 de mayo de 1946        | Santa Cruz | Ramón Tahuichi Aguilera |
| Bolívar                  | 12 de abril de 1925      | La Paz     | Simón Bolívar           |
| Ciclón                   | 21 de septiembre de 1951 | Tarija     | IV Centenario           |
| Chaco Petrolero          | 15 de abril de 1944      | La Paz     | Hernando Siles          |
| Deportivo Municipal      | 20 de octubre de 1944    | La Paz     | Luis Lastra             |
| Destroyers               | 14 de septiembre de 1948 | Santa Cruz | Ramón Tahuichi Aguilera |
| Jorge Wilstermann        | 24 de noviembre de 1949  | Cochabamba | Félix Capriles          |
| Magisterio Rural         | No disponible            | Sucre      | Morro de Surapata       |
| Oriente Petrolero        | 5 de noviembre de 1955   | Santa Cruz | Ramón Tahuichi Aguilera |
| Petrolero                | 16 de abril de 1950      | Cochabamba | Complejo Petrolero      |
| Real Santa Cruz          | 2 de mayo de 1962        | Santa Cruz | Ramón Tahuichi Aguilera |
| San José                 | 19 de marzo de 1942      | Oruro      | Jesús Bermúdez          |
| The Strongest            | 8 de abril de 1908       | La Paz     | Hernando Siles          |
| Wilstermann-Cooperativas | 12 de abril de 1958      | Potosí     | Potosí                  |

## Primera fase
| Pos  | Equipo                   | Pts | PJ | G  | E  | P  | GF | GC | Dif |
| ---- | ------------------------ | --- | -- | -- | -- | -- | -- | -- | --- |
| 1.º  | Jorge Wilstermann        | 43  | 28 | 20 | 3  | 5  | 57 | 17 | 40  |
| 2.º  | The Strongest            | 41  | 28 | 19 | 3  | 6  | 70 | 37 | 33  |
| 3.º  | Destroyers               | 37  | 28 | 15 | 7  | 6  | 43 | 20 | 23  |
| 4.º  | Real Santa Cruz          | 35  | 28 | 13 | 9  | 6  | 55 | 33 | 22  |
| 5.º  | Oriente Petrolero        | 34  | 28 | 15 | 4  | 9  | 69 | 29 | 40  |
| 6.º  | Blooming                 | 31  | 28 | 12 | 7  | 9  | 59 | 43 | 16  |
| 7.º  | Bolívar                  | 30  | 28 | 12 | 6  | 10 | 56 | 30 | 26  |
| 8.º  | Petrolero                | 29  | 28 | 13 | 3  | 12 | 44 | 41 | 3   |
| 9.º  | Aurora                   | 29  | 28 | 11 | 7  | 10 | 52 | 52 | 0   |
| 10.º | Chaco Petrolero          | 25  | 28 | 9  | 7  | 12 | 37 | 46 | -9  |
| 11.º | San José                 | 20  | 28 | 5  | 10 | 13 | 24 | 55 | -31 |
| 12.º | Wilstermann Cooperativas | 20  | 28 | 7  | 6  | 15 | 28 | 55 | -27 |
| 13.º | Ciclón                   | 19  | 28 | 4  | 11 | 13 | 27 | 54 | -27 |
| 14.º | Deportivo Municipal      | 15  | 28 | 6  | 3  | 19 | 22 | 76 | -54 |
| 15.º | Magisterio Rural         | 12  | 28 | 3  | 6  | 19 | 17 | 72 | -55 |

Pts = Puntos; PJ = Partidos Jugados; G = Partidos Ganados; E = Partidos Empatados; P = Partidos Perdidos; GF = Goles Anotados; GC = Goles Recibidos; Dif = Diferencia de gol
|  | Ganador de la Primera Fase y Subcampeón Nacional .    |
|  | Clasificados a los Cuadrangulares de la Segunda Fase. |
|  | Equipos que enfrentarán el Descenso indirecto.        |
|  | Descendido a Segunda División.                        |

## Segunda fase

### Cuadrangulares de Grupo

#### Serie A
| Pos | Equipo            | Pts | PJ | G | E | P | GF | GC | Dif |
| --- | ----------------- | --- | -- | - | - | - | -- | -- | --- |
| 1.º | Real Santa Cruz   | 9   | 6  | 4 | 1 | 1 | 12 | 5  | 7   |
| 2.º | Bolívar           | 9   | 6  | 4 | 1 | 1 | 13 | 10 | 3   |
| 3.º | Wilstermann       | 3   | 6  | 0 | 3 | 3 | 4  | 8  | -4  |
| 4.º | Oriente Petrolero | 3   | 6  | 1 | 1 | 4 | 5  | 11 | -6  |

Pts = Puntos; PJ = Partidos Jugados; G = Partidos Ganados; E = Partidos Empatados; P = Partidos Perdidos; GF = Goles Anotados; GC = Goles Recibidos; Dif = Diferencia de gol

#### Grupo B
| Pos | Equipo        | Pts | PJ | G | E | P | GF | GC | Dif |
| --- | ------------- | --- | -- | - | - | - | -- | -- | --- |
| 1.º | Petrolero     | 7   | 6  | 3 | 1 | 2 | 11 | 6  | 5   |
| 2.º | The Strongest | 7   | 6  | 2 | 3 | 1 | 9  | 7  | 2   |
| 3.º | Blooming      | 5   | 6  | 1 | 3 | 2 | 7  | 8  | -1  |
| 4.º | Destroyers    | 5   | 6  | 2 | 1 | 3 | 6  | 12 | -6  |

Pts = Puntos; PJ = Partidos Jugados; G = Partidos Ganados; E = Partidos Empatados; P = Partidos Perdidos; GF = Goles Anotados; GC = Goles Recibidos; Dif = Diferencia de gol
|  | Clasificados a las Semifinales. |

### Ronda de Definición
|  | Semifinales             | Semifinales             | Semifinales             |   |              | Final                | Final                | Final                | Final                |  |
|  | Del 16 al 22 de febrero | Del 16 al 22 de febrero | Del 16 al 22 de febrero |   |              | Del 2 al 16 de marzo | Del 2 al 16 de marzo | Del 2 al 16 de marzo | Del 2 al 16 de marzo |  |
|  |                         |                         |                         |   |              |                      |                      |                      |                      |  |
|  |                         |                         |                         |   |              |                      |                      |                      |                      |  |
|  | Petrolero               | 2                       | 0                       |   |              |                      |                      |                      |                      |  |
|  | Petrolero               | 2                       | 0                       |   |              |                      |                      |                      |                      |  |
|  | Bolívar                 | 1                       | 4                       |   |              |                      |                      |                      |                      |  |
|  | Bolívar                 | 1                       | 4                       |   | Bolívar (p.) | 6                    | 1                    | 0 (5)                |                      |  |
|  |                         |                         |                         |   | Bolívar (p.) | 6                    | 1                    | 0 (5)                |                      |  |
|  |                         |                         | Real Santa Cruz         | 1 | 3            | 0 (4)                |                      |                      |                      |  |
|  | Real Santa Cruz         | 2                       | Real Santa Cruz         | 1 | 3            | 0 (4)                | 2                    |                      |                      |  |
|  | Real Santa Cruz         | 2                       |                         |   |              |                      | 2                    |                      |                      |  |
|  | The Strongest           | 1                       | 4                       |   |              |                      |                      |                      |                      |  |
|  | The Strongest           | 1                       | 4                       |   |              |                      |                      |                      |                      |  |
|  |                         |                         |                         |   |              |                      |                      |                      |                      |  |

Nota: Real Santa Cruz clasificó a la final por mejor diferencia de goles de la semifinal y el cuadrangular.

#### Final
| 2 de marzo de 1986, 15:30 (UTC-4) | Bolívar                                                                | 6:1 (2:1) | Real Santa Cruz    | Estadio Hernando Siles, La Paz |                          |
|                                   | Pérez 12' 52' · Horacio Baldesari 46' 63' · Orellana 79' · Amengot 69' |           | 14' Jesús Reynaldo | Árbitro(s): Óscar Ortubé       | Árbitro(s): Óscar Ortubé |

| 9 de marzo de 1986, 17:00 (UTC-4) | Real Santa Cruz                                | 3:1 (1:0) | Bolívar          | Estadio Ramón Tahuichi Aguilera, Santa Cruz de la Sierra |                             |
|                                   | Lezcano 39' · Eduardo Romero 66' · Padilla 72' |           | 69' Carlos Borja | Árbitro(s): Jorge Antequera                              | Árbitro(s): Jorge Antequera |

| 16 de marzo de 1986, 15:30 (UTC-4) | Bolívar                                                   | 0:0 (t. s.)(5:4 p.)        | Real Santa Cruz                                                | Estadio Félix Capriles, Cochabamba |  |
|                                    |                                                           |                            |                                                                | Árbitro(s): Oscar Ortube           |  |
|                                    |                                                           | Tiros desde el punto penal |                                                                |                                    |  |
|                                    | López · C. Borja · Orellana · V. Soria · Bonilla · Vargas |                            | E. Romero · Farías · J. Reynaldo · Pereira · Lezcano · Aguirre |                                    |  |

## Campeón
Bolívar tras ganar la final se consagró campeón de la Temporada 1985. Obteniendo su 4.º título liguero.
|                                                                      |
| LFPB 1985 Bolívar 4.o Título Liguero 10.o Título de Primera División |

## Sistema de Descenso
Universitario de Sucre remplazó al Club Magisterio Rural al ser campeón de la temporada 1985 de la Asociación Chuquisaqueña de Fútbol. Los otro cuatro equipos jugaron con los respectivos campeones de las asociaciones correspondientes: San Jose contra el Club ENAF como campeón de la AOF 1985, Wilstermann Cooperativas contra BAMIN Real Potosí como campeón de la APF 1985, Ciclón contra Municipal de Tarija y Municipal de La Paz contra Deportivo Litoral. Se disputaron dos partidos, de ser necesario un tercero para desempatar.

### Serie Ascenso - Descenso Directo
|  | Descenso Directo: Magisterio Rural. Reemplazado por Universitario (Campeón de la ACHF de 1985) |

### Serie Ascenso - Descenso Indirecto
Fechas 18 y 25 de enero en La Paz
| Club                | Ida | Vuelta |
| ------------------- | --- | ------ |
| Deportivo Litoral   | 2   | 0      |
| Deportivo Municipal | 0   | 0      |

|  | Deportivo Litoral asciende a 1.ª División. |

Fechas 19 y 26 de enero en Oruro
| Club           | Ida | Vuelta |
| -------------- | --- | ------ |
| San José       | 3   | 7      |
| Deportivo ENAF | 0   | 2      |

|  | San José permanece en 1.ª División. |

Fechas 19 y 22 de enero en Potosí
| Club                     | Ida | Vuelta |
| ------------------------ | --- | ------ |
| BAMIN Real Potosí        | 0   | 3      |
| Wilstermann Cooperativas | 0   | 0      |

|  | BAMIN Real Potosí asciende a 1.ª División. |

Fechas 16 y 19 de febrero en Tarija
| Club      | Ida | Vuelta |
| --------- | --- | ------ |
| Ciclón    | 5   | 8      |
| Municipal | 1   | 0      |

|  | Ciclón permanece en 1.ª División. |